# Syzygiella nipponica
Syzygiella nipponica là một loài rêu tản trong họ Jungermanniaceae. Loài này được (S. Hatt.) Feldberg, Váňa, Hentschel & J. Heinrichs miêu tả khoa học lần đầu tiên năm.